# Liv Køltzow
Liv Køltzow, född 14 januari 1945 i Oslo, är en norsk författare. 
Køltzow har studerat idéhistoria, historia och engelska. Hon tillhörde kretsen runt tidskriften Profil. Hennes stil har beskrivits som en korsning mellan det observerande och det analytiska, mellan realism och modernism, vilken är unik i norsk litteratur. Hennes Amalie Skram-biografi väckte uppmärksamhet då den utkom, och 1994 blev hon den första mottagaren av Amalie Skram-prisen. 1988 blev hon nominerad till Nordiska rådets litteraturpris för romanen Hvem har ditt ansikt.
Køltzow har också varit aktiv som dramatiker, och var medförfattare till teaterstycket Jenteloven på 1970-talet.

## Priser och utmärkelser
- 1975 – Mads Wiel Nygaards legat
- 1988 – Gyldendals legat
- 1994 – Amalie Skram-prisen
- 1997 – Bragepriset för Verden forsvinner